# Engenho Galileia
Engenho Galileia é um engenho de fogo morto  da cidade de Vitória de Santo Antão, no estado de Pernambuco, a cinquenta quilômetros da capital, Recife.
O engenho foi palco do surgimento e da atuação política da Sociedade Agrícola e Pecuária de Plantadores de Pernambuco (SAPPP) e, por isso, tem grande importância na história das lutas dos camponeses (e das Ligas Camponesas) pelo amplo acesso à terra como meio de sobrevivência.

## História
Em meados da década de 1950, 140 famílias de trabalhadores rurais viviam da agricultura de subsistência, nas terras do engenho Galiléia, arrendadas pelo proprietário, Oscar Arruda Beltrão. Diante do aumento do valor cobrado pelo proprietário, os  trabalhadores  já não conseguiam pagá-lo. 
Diante da situação de penúria geral, os trabalhadores de Galileia decidiram, em 1955, fundar a Sociedade Agrícola e Pecuária de Plantadores de Pernambuco – primeiramente conhecida como Sociedade Beneficente dos Defuntos – com finalidade de ajuda mútua, mediante a formação de um fundo destinado assistência médica e jurídica, criação de escolas e de um caixa funerário para os associados  Para a presidência da Sociedade - não se sabe se por afronta ou na esperança de alguma solidariedade - foi convidado o próprio dono do engenho, Oscar Beltrão. 
Porém quadro de dificuldade ainda seria agravado quando o filho de Oscar Beltrão, resolveu usar as terras do engenho para a criação de gado e expulsar os arrendatários. Estes, no entanto, inconformados, decidiram lutar pelo direito de permanecer na terra onde viviam e da qual tiravam seu sustento.  
Na sua luta, angariaram o apoio de parlamentares e advogados, dentre os quais Francisco Julião. Em 12 de julho de 1957, advogado e deputado Julião apresentou, na Assembléia Legislativa, o primeiro projeto  de lei para desapropriação do Engenho Galiléia, argumentando  que "a Constituição do Estado declara, no seu artigo 155, que 'o uso da propriedade será condicionado ao bem-estar social'". Mas o projeto foi desconsiderado pelo governo Cordeiro de Farias. 
Dois anos depois, já no governo de Cid Sampaio, outro deputado do PSB, Carlos Luiz de Andrade, apresentou projeto de igual teor e, dessa vez, foi bem-sucedido. Os trabalhadores realizaram  uma concentração diante do Palácio do Campo das Princesas, em Recife, esperando que  o governador sancionasse a lei. Cid assinou a desapropriação de Galileia na sacada do palácio do governo, diante de uma multidão de camponeses.
O caso do Galiléia seria um piloto para  política agrícola da Secretaria de Agricultura do governo Cid Sampaio: as terras do engenho seriam divididas entre quarenta e sete das 140 famílias que lá viviam, enquanto as restantes seriam remanejadas para outras terras. Julião foi contra esse remanejamento. Para implementar a  política de colonização do governo, foi criada a Companhia de Revenda e Colonização (CRC). Os moradores do Galileia, então, iniciaram sua luta contra a iniciativa do governo de controlar as novas terras desapropriadas. 

## No cinema
Em 1964, o engenho foi usado como locação para a filmagem de um documentário sobre a vida de João Pedro Teixeira - líder camponês da Paraíba e fundador da Liga Camponesa de Sapé. O Galileia fora escolhido pela semelhança entre o que havia sido a Liga de Sapé e a SAPPP. O filme, produzido pelo Centro Popular de Cultura do Rio de Janeiro, ligado à UNE, teve a direção de Eduardo Coutinho. Mas, quando  ocorreu o golpe militar, as filmagens foram interrompidas: alguns membros da equipe de filmagem foram presos, e o material foi apreendido pela polícia. Os trabalhos só foram retomados 17 anos  depois. O filme,  Cabra Marcado para Morrer, foi lançado em 1984.    